# Кансано
Кансано (итал. Cansano) — коммуна в Италии, расположена в области Абруццо, подчиняется административному центру Л’Акуила.
Население составляет 269 человек (на 2005 г.), плотность населения составляет 6,67 чел./км². Занимает площадь 40,3 км². Почтовый индекс — 67030. Телефонный код — 0864.
Покровителем коммуны почитается Иоанн Креститель. Праздник ежегодно празднуется 24 июня.